# Lois Smith
Louis Smith (Topeka, 3 de novembro de 1930) é uma atriz americanade teatro, cinema e televisão.

## Biografia
Smith nasceu como Lois Arlene Humbertin em Topeka, Kansas, é filha de Carrie Davis (Gottshalk née) e William Oren Humbert, que era um funcionário da companhia telefônica. Ela é pós-graduada da Universidade de Washington.

## Vida pessoal
Ela foi casada com Wesley Dale Smith, um professor, de 5 de novembro de 1948 até seu divórcio em 1970, e tiveram uma filha.

## Premiações
- 1970 National Society of Film Critics Award de Melhor Atriz Coadjuvante (Five Easy Pieces, vencedora)
- 1990 Tony Award de Melhor Performance de uma Atriz em elenco (The Grapes of Wrath, indicada)
- 1996 Tony Award de Melhor Performance de uma Atriz em elenco (Buried Child, indicada)
- 2006 Drama Desk Award de melhor atriz em elenco (The Trip to Bountiful, vencedora)